# Roy Lichtenstein

Little Big Painting, 1965

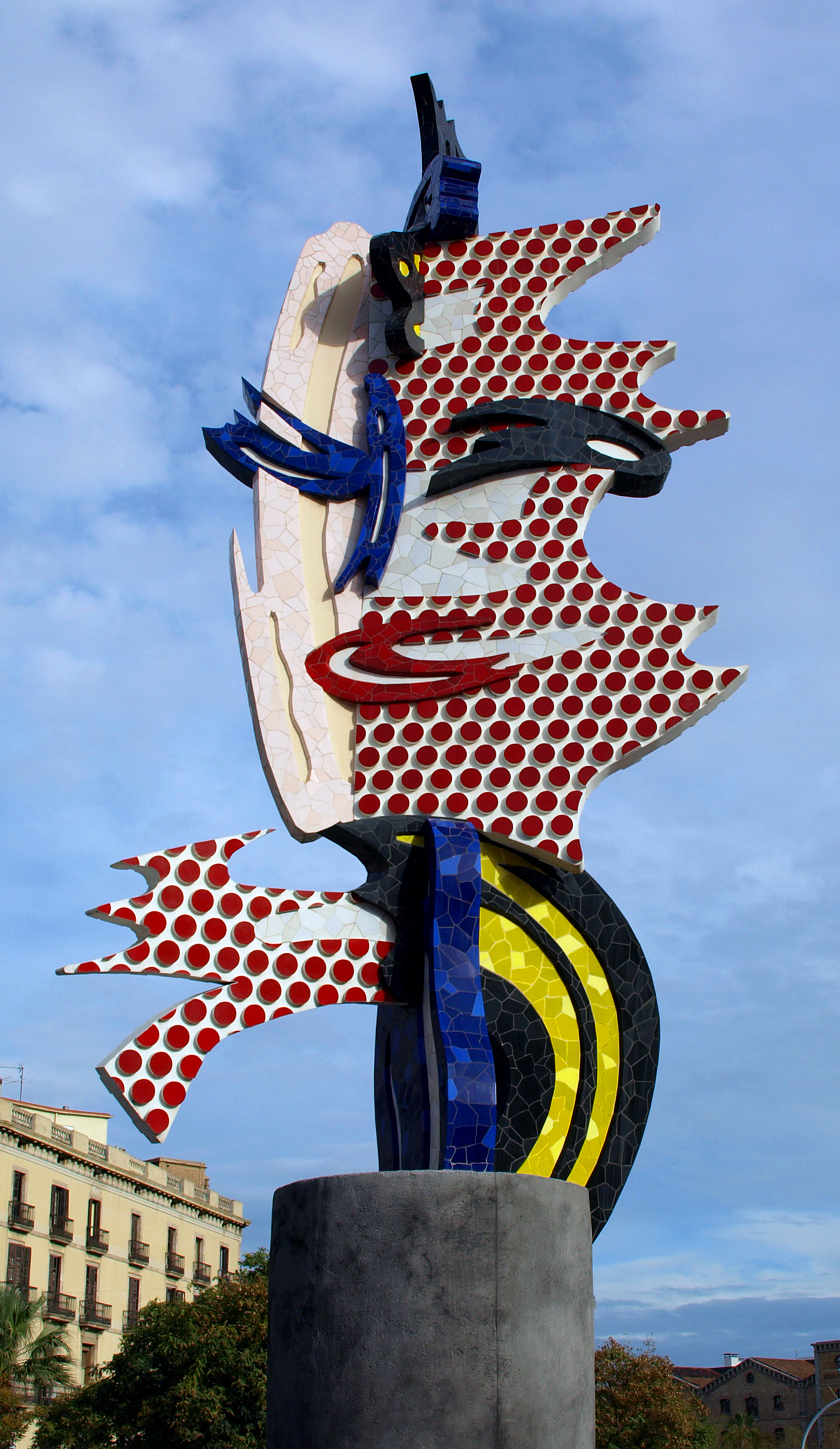
Rzeźba artysty

Roy Lichtenstein (ur. 27 października 1923 w Nowym Jorku, zm. 29 września 1997 tamże) – amerykański malarz, grafik, rzeźbiarz.

## Życiorys
Roy Lichtenstein w latach 30. chodził do nowojorskich klubów jazzowych i szkicował portrety muzyków. Był zafascynowany Charliem Parkerem, Johnem Coltrane'em, Milesem Davisem i sam próbował grać na saksofonie. Malarstwo studiował w latach 40. na Ohio State University. Pierwszą wystawę indywidualną miał w 1951 r. w Nowym Jorku. Początkowo malował w stylu abstrakcyjnego ekspresjonizmu, który triumfował wówczas w amerykańskiej sztuce.
Popartowski przełom nastąpił na początku lat 60. Wtedy zaczął malować popularne postaci z kreskówek Disneya. Pierwszy jego popartowski obraz Look Mickey powstał w 1961 r.
Wkrótce jego inspiracją stały się komiksy, reklamy i motywy z malarstwa innych artystów. Pierwsze komiksowe obrazy zaczął wystawiać w nowojorskiej Castelli Gallery, która promowała twórców popartu. W 1965 r. reprezentował USA na Biennale w Wenecji. W drugiej połowie lat 60. zaczął tworzyć obrazy cyklu Brushstrokes parodiujące ekspresjonizm abstrakcyjny. W latach 70. i 80. malował abstrakcyjne cykle Mirrrors. W 1979 r. został członkiem American Academy and Institute of Arts and Letters.
W 1994 zaprojektował wielkie murale dla stacji metra Times Square – 42nd Street w Nowym Jorku (zainstalowane w 2002). W 1995 został laureatem Nagrody Kioto w dziedzinie sztuki i filozofii.
Roy Lichtenstein zmarł w wyniku powikłań zapalenia płuc w 1997 w Nowym Jorku. Retrospektywne wystawy miał jeszcze za życia w muzeach nowojorskich: Muzeum Guggenheima i Museum of Modern Art.